# 대한민국 제1무임소장관실
제1무임소장관실(第一無任所長官室)은 국무회의 의장이 지정하는 사항의 조사·연구 및 조정에 관한 사무를 관장하는 대한민국의 옛 중앙행정기관이다. 1975년 9월 8일 무임소장관실을 개편하여 발족하였으며 1981년 4월 8일 정무장관(제1)실로 개편되면서 폐지되었다.

## 설치 근거 및 소과 업무
- 정부조직법 [법률 제2210호, 일부개정 1970.08.03] 제13조[1]

## 연혁
- 1975년 9월 8일 - 무임소장관실을 폐지하고 제1무임소장관실과 제2무임소장관실을 신설.
- 1981년 4월 8일 - 제1무임소장관실을 폐지하고 정무장관(제1)실을 신설.
- 1988년 4월 13일 - 제2무임소장관실을 폐지하고 정무장관(제2)실을 신설.

## 역대 장·차관

### 제1무임소 장관
| 정부        | 대수     | 이름           | 임기                                | 출신지    | 출신교        | 비고                                                           |
| ----------- | -------- | -------------- | ----------------------------------- | --------- | ------------- | -------------------------------------------------------------- |
| 제 4 공화국 | 초대     | 이병희(李秉禧) | 1975년 9월 8일 ~ 1975년 12월 18일   |           |               | 제6·7·8·9·10·13·15대 국회의원                                  |
| 제 4 공화국 | 2대      | 신형식(申泂植) | 1975년 12월 19일 ~ 1976년 12월 4일  | 전남 고흥 | 미국 미주리대 | 건설부 장관&제6·8·9·10대 국회의원&국회재무위원장               |
| 제 4 공화국 | 3대      | 장경순(張坰淳) | 1976년 12월 6일 ~ 1978년 12월 22일  | 전북 김제 | 일본 도요대   | 농림부 장관&제6·7·8·9·10대 국회의원&국회부의장                 |
| 제 4 공화국 | 4대      | 김용태(金龍泰) | 1978년 12월 22일 ~ 1979년 12월 24일 |           |               | 중앙정보부장 경제고문&공화당 당무위원&제6·7·8·9·10대 국회의원  |
| 제 4 공화국 | 직무대리 | 김영수(金永洙) | 1979년 12월 25일 ~ 1980년 5월 21일  |           |               |                                                                |
| 제 4 공화국 | 5대      | 김좌겸(金佐謙) | 1980년 5월 22일 ~ 1980년 9월 2일    |           |               | 한국관광공사 사장                                              |
| 제 4 공화국 | 6대      | 최광수(崔侊洙) | 1980년 9월 2일 ~ 1981년 3월 10일    | 서울      | 서울대        | 대통령 비서실장&국방부 차관&체신부 장관&외무부 장관&주 UN 대사 |
| 제 5 공화국 | 직무대리 | 김영수(金永洙) | 1981년 3월 11일 ~ 1981년 4월 7일    |           |               |                                                                |

### 제1무임소 장관 보좌관(차관)
- 김영일(金永一) 1975년 9월 8일 - 1980년 7월 9일
- 신재현(辛載睍) 1975년 9월 8일 - 1977년 6월 2일
- 이재현(李載睍) 1975년 9월 8일 - 1977년 11월 17일
- 이희대(李熙大) 1976년 11월 17일 - 1977년 6월 2일
- 조병봉(趙炳鳳) 1977년 6월 2일 - 1978년 4월 14일
- 김영수(金永洙) 1978년 4월 14일 - 1982년 4월 10일, 예비역공군준장
- 권익현(權翊鉉) 1980년 7월 28일 - 1980년 11월 29일,